# Entraigues, Puy-de-Dôme
Entraigues är en kommun i departementet Puy-de-Dôme i regionen Auvergne-Rhône-Alpes i centrala Frankrike. Kommunen ligger i kantonen Ennezat som tillhör arrondissementet Riom. År 2022 hade Entraigues 732 invånare.

## Befolkningsutveckling
Antalet invånare i kommunen Entraigues
| Referens: INSEE |